# Vannevar Bush
Vannevar Bush (ur. 11 marca 1890 w Everett w stanie Massachusetts, USA, zm. 28 czerwca 1974 w Belmont w stanie Massachusetts, USA) – amerykański inżynier, futurolog, wynalazca, teoretyk wczesnego okresu informatyki, organizator życia naukowego w USA.
W latach 1923–1938 pracował jako profesor Massachusetts Institute of Technology w Cambridge w USA. Konstruktor analogowych maszyn liczących, zaprojektował maszynę do wyszukiwania i przechowywania powiązanych między sobą informacji. Uważany za twórcę idei sieci komputerowych oraz hipertekstu.
W 1943 otrzymał Medal Edisona za wkład w rozwój nauk elektrycznych, szczególnie poprzez nowe aplikacje matematyki oraz służbę narodowi poprzez kierowanie wojennym programem badawczym.

## Życiorys

### Początek kariery
W 1913 roku ukończył Tufts College uzyskując bakalaureat i magisterium. W latach 1914–1915 pracował jako instruktor (nauczyciel) matematyki dla marynarki USA w Tufts College. W 1916 zdobył tytuł doktora nauk technicznych w Harvard, a rok później w MIT. W 1917 objął stanowisko Assistant Professor w dziedzinie elektrotechniki w Tufts College. Podczas I wojny światowej pracował dla Marynarki USA nad wykrywaniem okrętów podwodnych.

### Kariera w MIT
W 1919 roku otrzymał pracę w MIT przy stanowisku Associate Professor. 4 lata później został profesorem zwyczajnym MIT. W 1932 roku został dziekanem wydziału elektrycznego MIT.

### Pierwsze wynalazki
W latach 1928–1930 wraz z zespołem inżynierów skonstruował analizator sieci – urządzenie do modelowania wielkich sieci elektrycznych, jednocześnie zbudował prototyp analizatora różniczkowego. Patent na analizator różniczkowy uzyskał w 1935 roku. Wspólnie z Johnem H. Howardem skonstruował maszynę do szybkiego selekcjonowania informacji z baz mikrofilmowych w 1938 roku.

### Dalsze lata

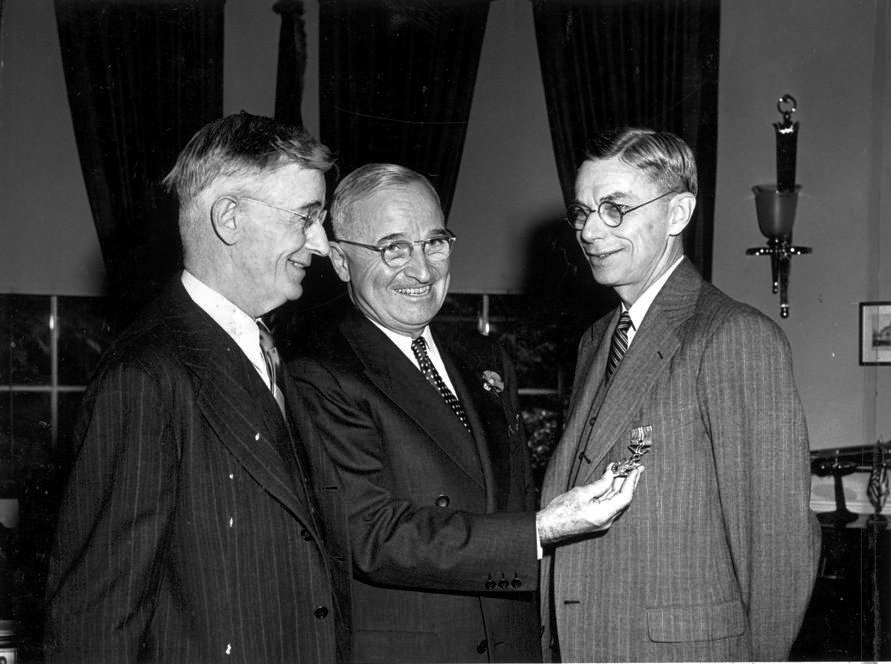
Vannevar Bush z Trumanem i Conantem

W 1940 roku został powołany na przewodniczącego prezydenckiego Państwowego Komitetu Badań Naukowych (National Defense Research Committee). W latach 1941–1947 pełnił funkcję dyrektora centralnego rządowego ośrodka badań naukowych, co razem z poprzednią funkcją uczyniło z niego praktycznie centralną postać w zarządzaniu nauką w USA – w szczególności podlegały mu wojskowe badania nuklearne. W latach 1939–1941 przewodniczył Państwowemu Komitetowi Doradczemu ds. Lotnictwa (National Advisory Committee for Aeronautics), którego członkiem pozostawał do roku 1948, pełnił też kilka innych centralnych funkcji w administracji prezydenta Roosevelta.
W 1945 roku ogłosił koncepcję urządzenia Memex w słynnym artykule „As We May Think”, Douglas Engelbart i Ted Nelson zostali bezpośredni zainspirowani tą pracą. Rok później został powołany na szefa Wspólnej Rady Badań i Rozwoju departamentów (resortów) wojny i marynarki. W 1947 roku powołany na dyrektora AT&T, a rok później powołany na dyrektora przedsiębiorstwa Merck and Co. Po utworzeniu National Science Fundation został jej kierownikiem.
W latach 1957–1959 był prezesem MIT Corporation. Objął urząd honorowego prezesa w 1959 roku, gdzie pełnił tę funkcję do 1971 roku.

## Rodzina
Jego rodzicami byli Richard Perry Bush i Emma z domu Linwood. 5 września 1916 ożenił się z Phoebe Davis.

## Główne publikacje
- 1922 – Priciples of Electrical Engineering
- 1929 – Operational Circuit Analysis
- 1945 – As We May Think
- 1946 – Endless Horizons
- 1949 – Modern Arms and Free Men
- 1967 – Science Is Not Enough
- 1970 – Pieces of the Action

## Odznaczenia
- National Medal of Science[4]
- Medal za Zasługi[5]